# Från Älvdalen till Nashville
Från Älvdalen till Nashville är det svenska dansbandet Larz-Kristerz sjunde studioalbum. Skivan är countryinspirerad och delvis inspelad i Ocean Way studion på music row i Nashville, Tennessee, USA. Tre av låtarna spelades in helt och hållet i Nashville. De andra låtarna har delvis spelats in i Orsa och delvis i Nashville. Walt Aldridge var co-producer till Chris Antblad i Nashville. Bland låtskrivarna finns bland annat Chris Antblad, Eva Eastwood, Dan Hylander, Mats Bengtsson och Johan Moraeus. Förhandssläppet ägde rum i Älvdalens Sporthall den 8 november 2011 och releasefesten på Scandic Grand Central i Stockholm den 10 november 2011.. Vid skivsläppet i Stockholm tilldelades bandet även en guldskiva för över 20.000 sålda exemplar av albumet.. Albumet gick direkt upp på Sverigetopplistans förstaplats.. Knappt två månader efter skivsläppet hade albumet sålt platina. Bandet var nominerade för en grammis på Grammisgalan 2012 i kategorin Årets dansband för albumet.. Albumet belönades med Guldklaven i kategorin Årets Album 2012.

## Medverkande musiker på skivan

### Larz-Kristerz
- Trond Korsmoe: Bas, kör
- Mikael Eriksson: Trummor
- Stefan Nykvist: Sång, piano, dragspel samt munspel.
- Peter Larsson: Sång, akustisk gitarr
- Torbjörn Eriksson: Sång, orgel, triangel, kör
- Anders Tegnér: Elgitarr, cabasa, akustisk gitarr, kör

### Nashville-musiker på skivan
- Mike Johnson: Steel-guitar, lap-steel
- Troy Lancaster: Gitarr
- Larry Franklin: Fiol, mandolin
- Walt Aldridge: Akustiskt gitarr samt gästsång på Good Hearted Woman

## Låtlista
1. Här på landet
2. Dance With Somebody (inspelad från grunden i Nashville)
3. Hjärtat bankar - (duett med Eva Eastwood)
4. Vaya con Dios
5. Du lovar och du svär
6. Lögner och porslin
7. I'm Ready
8. 1000 frågor, ett svar
9. Paula (flera tusen watt)
10. Highway patrol (inspelad från grunden i Nashville)
11. Vår gamla opel
12. Hard Luck Woman
13. Du gör mig lycklig
14. Optimisten
15. Good Hearted Woman
16. Du raiter up mig (You Raise Me Up), sjungs på älvdalska (inspelad från grunden i Nashville)

## Listplaceringar
| Lista (2011-2012) | Topplacering |
| ----------------- | ------------ |
| Sverige           | 1            |

### Fotnoter
1. ↑  www.larxkristerz.com inför skivsläppet
2. ↑  www.dt.se om förhandssläppet i Älvdalen
3. ↑  www.dt.se om skivsläppet i Stockholm
4. ↑  www.dt.se om förstaplatsen på Sverigetopplistan
5. ↑  www.dt.se om platinaförsäljningen
6. ↑  www.dt.se om nomineringarna inför Grammisgalan 2011
7. ↑   www.fjl.se om Guldklavengalan 2012
8. ↑  ”Hitparad”. http://hitparad.se/showitem.asp?interpret=Larz%2DKristerz&titel=Fr%E5n+%E4lvdalen+till+Nashville&cat=a. Läst 20 november 2011.